# 508
Năm 508 là một năm trong lịch Julius.